# Salek Makmur
Salek Makmur is een bestuurslaag in het regentschap Banyuasin van de provincie Zuid-Sumatra, Indonesië. Salek Makmur telt 1180 inwoners (volkstelling 2010).